# Movimiento para unas Nuevas Antillas
El Movimiento para unas Nuevas Antillas (MAN) (en inglés:New Antilles Movement) es un partido político de Curazao, fundado en 1971. En las elecciones legislativas de 2002 de las Antillas Neerlandesas, el partido obtuvo el 5,2% de los votos. En las elecciones de 2006, el partido obtuvo 3 escaños de 22.
Es miembro de la Internacional Socialista.
| Año  | Votos  | %     | Escaños | +/-         | Posición | Gobierno  |
| ---- | ------ | ----- | ------- | ----------- | -------- | --------- |
| 1983 | 23.391 | 33,84 | 8/21    |             | 1º       | Oposición |
| 1987 | 18.141 | 25,48 | 6/21    | 2           | 2º       | Oposición |
| 1991 | 10.360 | 14,69 | 3/21    | 3           | 3º       | Oposición |
| 1995 | 19.561 | 27,79 | 6/21    | 3           | 2º       | Oposición |
| 1999 | 6.851  | 9,71  | 2/21    | 4           | 5º       | Oposición |
| 2003 | 6.274  | 9,34  | 2/21    | Sin cambios | 5º       | Oposición |
| 2007 | 13.923 | 18,70 | 5/21    | 3           | 2º       | Oposición |
| 2010 | 6.531  | 8,79  | 2/21    | 3           | 4º       | Coalición |
| 2012 | 8.294  | 9,54  | 2/21    | Sin cambios | 5º       | Oposición |
| 2016 | 12.839 | 16,23 | 4/21    | 2           | 1º       | Coalición |
| 2017 | 16.070 | 20,40 | 5/21    | 1           | 2º       | Coalición |
| 2021 | 5.456  | 6,43  | 2/21    | 3           | 4º       | Oposición |

- Datos: Q2370694